# Campionati africani di lotta 2009
I campionati africani di lotta 2009 sono stati la 25ª edizione della manifestazione continentale organizzata dalla FILA. Si sono svolti dal 15 al 17 maggio 2009 a Casablanca, in Marocco.

## Podi

### Uomini

#### Lotta libera
| Evento | Oro                          | Argento               | Bronzo                                                 |
| 55 kg  | Adama Diatta                 | Mohammed Ben Attya    | Soares Antonio Albano Camague Ibrahim Farag Abdelhakim |
| 60 kg  | Hassan Ibrahim Madani        | Daniel Hamas          | Hanro Botha Slim Chihi                                 |
| 66 kg  | Mohamed Ali Belayech         | Pieter Pienaar        | Omar Abdou Abdou Billel Ghouini                        |
| 74 kg  | Nabil Walid                  | Riad Jelassi          | Augusto Midana Francisco Nkunga Ngonda                 |
| 84 kg  | Ahmed Elabsawy               | Gerald Meyer          | Messi Mata Adnan Rahimi                                |
| 96 kg  | Moustafa Saleh Emara         | Etienne van Huyssteen | Elvis Nfoukeu Haykel Achouri                           |
| 120 kg | Ismael El Desouky Abdelraouf | Adam Digovich         | Hugues Onanena Hassine Ayari                           |

#### Lotta greco-romana
| Evento | Oro                      | Argento               | Bronzo            |
| 55 kg  | Hassan Mostafa Abd El Al | Mohamed Bouterfassa   | Maher Boutouri    |
| 60 kg  | Sayed Abdelmonem         | Mourad El Bakali      | Mouatez Djediat   |
| 66 kg  | Hamza Louati             | Mohamed Serrir        | Mohamed Ashraf    |
| 74 kg  | Zied Ait Ouagram         | Mohamed Rabea Dawa    | Messaoud Zeghdane |
| 84 kg  | Haykel Achouri           | Richard Ferreira      | Said Khouili      |
| 96 kg  | Hassine Ayari            | Etienne van Huyssteen | Ahmed Elabsawy    |
| 120 kg | Yasser Abdelrahman Ali   | Attaf Djeddid         |                   |

### Donne

#### Lotta libera
| Evento | Oro                 | Argento            | Bronzo                                        |
| 48 kg  | Naziha Hamza        | Houaria Aichoune   | Aguihe Chinwendu Aissatou Mbaye               |
| 51 kg  | Isabelle Sambou     | Mona Samir Mahmoud | Marwa Mezyani Michelle Tong Mam               |
| 55 kg  | Marwa Amri          | Lovina Odochi      | Rabab Eid Sayed Awad Jacira Francisco Mendoca |
| 59 kg  | Hela Riabi          | Rabia Lamalsa      | Blessing Oborududu Rokhayatou Sonko           |
| 63 kg  | Hayat Farag         | Samia Bejaoui      | Aminata Goudiaby Zumicke Geringer             |
| 67 kg  | Maher Doaa          | Sabrine Trabelsi   | Euphrasie Sambou                              |
| 72 kg  | Annabelle Laure Ali | Sonja Coetzee      | Enas Moustafa Youssef Ahmed Marie Sambou      |

## Medagliere
La nazione ospitante è evidenziata.
| Pos.   | Paese         | Oro | Argento | Bronzo | Totale |
| ------ | ------------- | --- | ------- | ------ | ------ |
| 1      | Egitto        | 10  | 2       | 7      | 19     |
| 2      | Tunisia       | 8   | 4       | 6      | 18     |
| 3      | Senegal       | 2   | 0       | 5      | 7      |
| 4      | Camerun       | 1   | 0       | 3      | 4      |
| 5      | Sudafrica     | 0   | 7       | 2      | 9      |
| 6      | Algeria       | 0   | 5       | 3      | 8      |
| 8      | Nigeria       | 0   | 2       | 2      | 4      |
| 9      | Marocco       | 0   | 1       | 1      | 2      |
| 10     | Guinea-Bissau | 0   | 0       | 2      | 2      |
| 10     | Angola        | 0   | 0       | 2      | 2      |
| 12     | RD del Congo  | 0   | 0       | 1      | 1      |
| Totale | Totale        | 21  | 21      | 33     | 75     |